# Classe ATC H02
Une section du code ATC :
H Hormones systémiques, hormones sexuelles exclues
H02 Corticoïdes à usage systémique.

## H02A Corticoïdes à usage systémique non associés

### H02AA Minéralocorticoïdes
H02AA01 Aldostérone
H02AA02 Fludrocortisone
H02AA03 Désoxycortone (en)

### H02AB Glucocorticoïdes
H02AB01 Bétaméthasone
H02AB02 Dexaméthasone
H02AB03 Fluocortolone (en)
H02AB04 Méthylprednisolone
H02AB05 Paraméthasone (en)
H02AB06 Prednisolone
H02AB07 Prednisone
H02AB08 Triamcinolone
H02AB09 Hydrocortisone
H02AB10 Cortisone
H02AB11 Prednylidène (en)
H02AB12 Rimexolone
H02AB13 Deflazacort
H02AB14 Cloprednol (en)
H02AB15 Méprednisone (en)
H02AB17 Cortivazol
QH02AB30 Associations de glucocorticoïdes
QH02AB56 Prednisolone en association
QH02AB57 Prednisone en association
QH02AB90 Flumétasone (en)

## H02B Corticoïdes à usage systémique en association

### H02BX Corticoïdes à usage systémique en association
H02BX01 Méthylprednisolone, associations
QH02BX90 Dexaméthasone, associations

## H02C Antihormones surrénaliennes

### H02CA Inhibiteurs de corticoïdes
H02CA01 Trilostane (en)